# (1153) Wallenbergia
(1153) Wallenbergia est un astéroïde de la ceinture principale, découvert par Sergueï Beljawsky le 5 septembre 1924. Sa désignation temporaire est 1924 SL.

## Découverte et nommage
Il a été découvert par Sergueï Beljawsky le 5 septembre 1924 à l'observatoire de Simeiz.
Il a été nommé d'après le mathématicien allemand Georg James Wallenberg.

## Sources

## Compléments